# Joginder Shelly
Joginder Shelly (Khanewal, Punjab, 14 de julio de 1949 - Mumbai, 15 de junio de 2009) fue un actor, director, productor, escritor, cantante y compositor indio. Dos películas en hindi que produjo y dirigió fueron consideradas "Super Hits" - Bindiya aur Bandook (1972) y Ranga Khush (1975). 
La película Bindiya Aur Bandook fue la que le permitió trascender como actor, director y productor.
Interpuso con éxito una demanda de plagio contra los productores de una de las mayores películas de India, Sholay (1975), por copiar sustancialmente su trabajo. El personaje Ranga Khush era bastante reconocido en la India en la década de 1970, especialmente entre los niños que copiaban su risa maníaca y la forma en que giraba sus ojos, existiendo similitudes con el personaje Gabbar Singh, antagonista de la película Sholay.
Su perspicacia comercial salió a la luz cuando se atrevió a estrenar la secuela Bindiya aur Bandook-2 en contra de la película LOC: Kargil, una superproducción de J.P. Dutta que fracasó en la taquilla. La famosa canción Main Hoon Band Sharab Botal hacía que el público bailara en los pasillos cada vez que aparecía en la pantalla.
Joginder reconoció que no tenía planes de entrar en el cine mainstream. Su público «Jhuggie-Jhopdi» (de barrios marginales) lo apoyó y le dio la fama y éxito.

## Filmografía[3]
- Hum Hindustani (1960)
- Heer Raanjha (1970)
- Bachpan (1970)
- Purab Aur Pachhim (1970)
- Hungama (1971)
- Mehmaan (1973)
- Patthar Aur Payal (1974)
- Do Chattane (1974)
- Chowkidar (1974)
- Thokar (1974)
- Warrant (1975)
- Dhoti Lota Aur Chowpatty (1975)
- Ranga Khush (1975)
- Pandit Aur Pathan (1977)
- Aadmi Sadak Ka (1977)
- Amaanat (1977)
- Bhola Bhala (1978)
- Saawan Ke Geet (1978)
- Do Shikaari (1979)
- Guru Manio Granth
- Bakhe Kadam (1980)
- Badle Ki Aag (1982)
- Kasam Durga Ki (1982)
- Betaab (1983)
- Pyasa Shaitan (1984)
- Mard (1985)
- Aadamkhor (1986)
- Hukumat (1987)
- Loha (1987)
- Jaago Hua Savera (1987)
- Paanch Fauladi (1988)
- Jungle Ki Beti (1988)
- Shehzaade (1989)
- Elaan-E-Jung (1989)
- Ghar Ka Chiraag (1989)
- Agneekaal (1990)
- Naaka Bandi (1990)
- Kaun Kare Kurbanie (1991)
- Dushman Devta (1991)
- Hag Toofan (1991)
- Numbri Aadmi (1991)
- Tyagi (1992)
- Police Aur Mujrim (1992)
- Aaj Kie Aurat (1993)
- Insaniyat Ke Devta (1993)
- King Uncle (1993)
- Rani Aur Maharani (1993)
- Gangster (1994)
- Ganga Aur Ranga (1994)
- Aatank Hi Aatank (1995)
- Jai Vikraanta (1995)
- Yes Boss (1997)
- Auzaar (1997)
- Mehndi (1998)
- Munnibai (1999)
- Daku Ramkali (2000)
- Bhai Thakur (2000)
- Meri Jung Ka Elaan (2000)
- The Revenge: Geeta Mera Naam (2000)
- Khooni Tantrik (2001)
- Maharaani (2001)
- Duplicate Sholay (2002)